# Кинурия

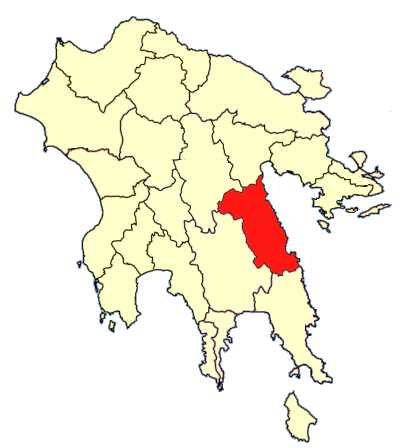
Епархия Кинурия

Кинурия (др.-греч. Κυνουρία) — епархия по административному делению 1833 года и историческая область на восточном побережье Пелопоннеса, между заливом Арголикос и горами Парнона, за которыми простиралась Лакония. В настоящее время административно Кинурия делится на две общины (дима): Северная Кинурия и Южная Кинурия.

## Античность
Кинурия включала в себя часть Парнона и Фиреатиду — небольшую, но плодородную равнину на берегу Арголидского залива, центром которой был город Фирея.
В архаическую эпоху за Кинурию вели продолжительную борьбу два государства Пелопоннеса — Спарта и Аргос. В VIII веке до н. э. Кинурия принадлежала Аргосу вместе с Арголидой, Эпидаврией, Фиреатидой, островом Кифера. При раскопках Кинурии от этого времени было найдено множество аргоской кирамики и не было найдено лаконской. Позднее Спарта отвоевала Кинурию, и она стала частью Лаконии.
В 424 году до н. э., в ходе Пелопоннесской войны, город Фирея, который в то время уже принадлежал спартанцам, был захвачен и разрушен афинянами.

## Новое время
Когда в Новое время в Греции происходило деление Пелопоннеса на провинции, епархия Кинурия вошла в состав нома Аркадия, чтобы эта последняя не оставалась единственной областью без выхода к морю. С Аркадией Кинурию роднят и её деревни — их здесь гораздо больше, чем в соседних областях Пелопоннеса, и они сохранили облик XIX и даже XVII—XVIII веков.

## Ветер Кинурия
Кинурией также называется прохладный вечерний ветер, дующий с гор Парнона на равнины в районе Спарты.

## Уроженцы
- Яннис Саррис